# Kenneth Bryden
Pour les articles homonymes, voir Bryden.
Walter Kenneth (Ken) Bryden  (6 avril 1961-17 décembre 2001) est un homme politique provincial canadien de l'Ontario.

## Biographie
Fils d'un ministre presbytérien, Bryden grandit en Ontario et en Saskatchewan et étudie jusqu'au doctorat à l'Université de Toronto en 1969. Il réalisa aussi qu'un baccalauréat à l'Université d'Oxford en 1939.
En tant qu'économiste, il travailla pour le Département du Travail durant la Seconde Guerre mondiale.

## Politique
Très tôt, il s'implique pour le Parti social démocratique du Canada (CCF) en Ontario et en Saskatchewan. Après l'élection du premier gouvernement CCF en Saskatchewan, le premier ministre Tommy Douglas le nomme sous-ministre du Travail. Bryden rédigea alors plusieurs projets de lois sur les conditions de travail parmi les avantageuses en Amérique du Nord, de l'aveu même de représentant syndical Walter Reuther.
S'établissant en Ontario en 1949, il devient premier directeur de recherche de la branche ontarienne du caucus du CCF ainsi que secrétaire provincial en 1951.
Élu député CCF de Woodbine en 1959, il devient chef adjoint du parti dirigé alors par Donald C. MacDonald. Réélu en 1963 sous la nouvelle bannière du Nouveau Parti démocratique de l'Ontario, il ne se représente pas en 1967.
Durant son passage à l'Assemblée législative, il milita pour la création de l'instauration de l'assurance-santé, pour le prolongement du métro de Toronto et contre la création de la taxe de vente provinciale. Avec son homologue fédérale Andrew Brewin, il ouvrit l'un des premiers bureau de circonscription au Canada.
Son épouse, Marion Bryden, fut députée néo-démocrate de la circonscription de Beaches—Woodbine de 1975 à 1990.
Il fait partie des supporteurs de la création du Nouveau Parti démocratique du Canada en 1961 par la création de liens unissant le CCF et le Congrès du travail du Canada et participa à la rédaction du programme du parti avec Brewin, David Lewis et Francis Reginald Scott.

## Dernières années
Après la politique active, Bryden termina son doctorat à l'Université de Toronto et enseigna l'économie politique dans cette même université jusqu'en 1984. Il s'impliqua dans la politique municipale torontoise en tant que président de la Confederation of Resident and Ratepayers Associations qui militait contre la destruction des banlieues pour créer des autoroutes et des gratte-ciel durant les années 1990.